# 染田郵便局
染田郵便局（そめだゆうびんきょく）は、奈良県宇陀市にある郵便局。民営化前の分類では集配特定郵便局であった。

## 概要
住所：〒632-0299奈良県宇陀市室生染田14-1

## 沿革
- 2007年（平成19年）
  - 3月5日 - ゆうゆう窓口（郵便時間外窓口）を廃止し、配達センター局に移行。
  - 10月1日 - 民営化に伴い、併設された大和郡山支店染田集配センターに一部業務を移管。
- 2012年（平成24年）10月1日 - 日本郵便株式会社発足に伴い、郵便事業大和郡山支店染田集配センターを染田郵便局に統合。

## 取扱内容
- 郵便・印紙・ゆうパック・内容証明
- 貯金・為替・振替・振込・国際送金・国債
- 生命保険・バイク自賠責保険
- ゆうちょ銀行ATM
- 宇陀市内一部地域ならびに旧都祁村域（632-02域）の集配業務

## 風景印
- 図柄は県重要文化財・連歌懐紙とそれを収めた唐櫃。局名表示は「奈良　染田」
- 使用開始日は2000年（平成12年）7月3日～

## アクセス
- 奈良県道127号北野吐山線沿い
- 駐車場あり：3台